# Dmitri Kardovski

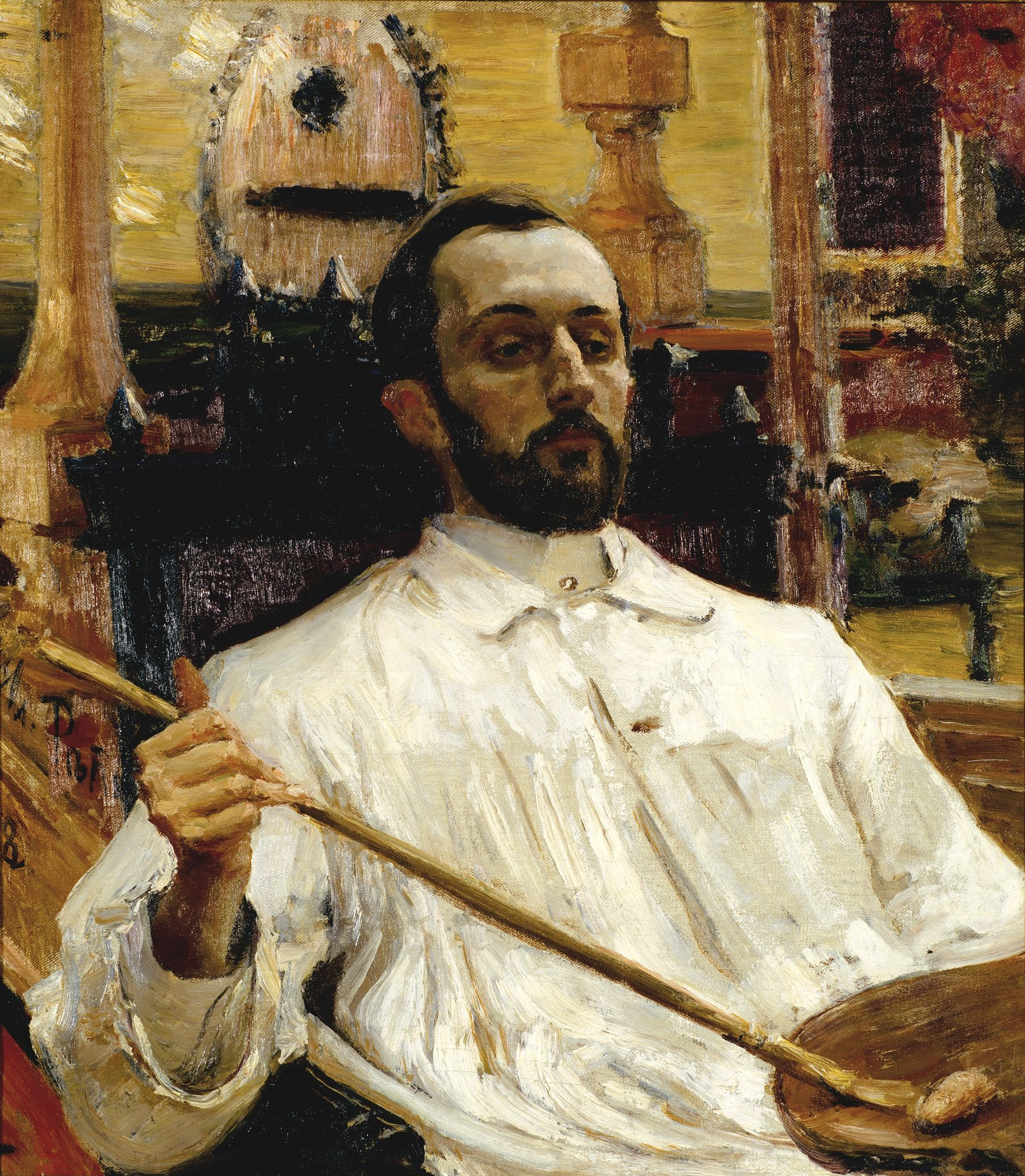
Dmitri Kardovski, door Ilja Repin, 1896

Dmitri Nikolajevitsj Kardovski (Russisch: Дмитрий Николаевич Кардовский) (Pereslavl-Zalesski, 5 september 1866 – aldaar, 9 februari 1943) was een Russisch illustrator, kunstschilder en decorontwerper.

## Leven en werk
Kardovski studeerde aanvankelijk rechten in Moskou. In 1892 schreef hij zich in bij de kunstacademie van Sint-Petersburg, waar Ilja Repin een van zijn leraren was. In 1896 verliet hij samen met Igor Grabar Rusland, om in München te studeren in het atelier van Anton Ažbe. Daar bleef hij tot 1900 en leerde hij onder andere Wassili Kandinski kennen. In Europa maakte hij kennis met het impressionisme, het symbolisme en de art nouveau en experimenteerde hij met diverse stijlen, steeds met een sterke nadruk op het aspect van het tekenen.

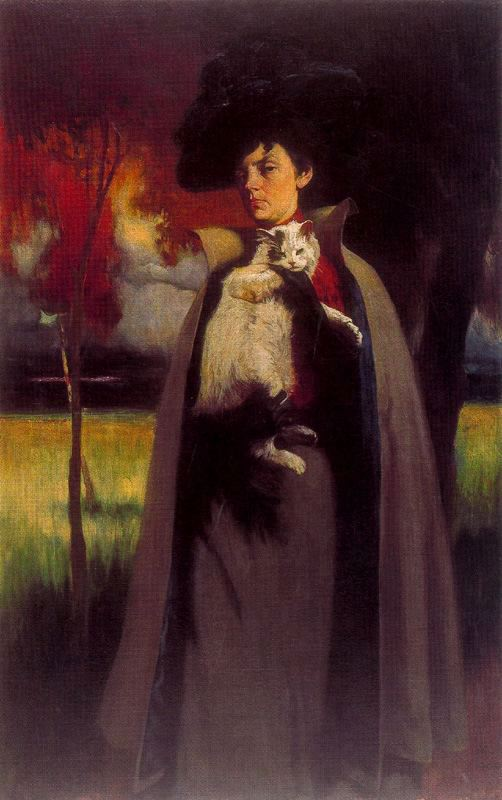
Portret van Maria Anastasievna Chroestsjova, 1900, Guggenheim Museum.

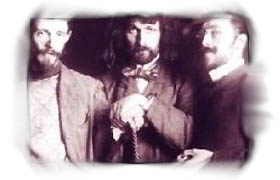
Seddeler, Kardovsky en Kandinsky in in het atelier van Anton Ažbe, München, 1897.

In 1900 keerde Kardovski terug naar Sint-Petersburg, waar hij begon te exposeren, hoofdzakelijk portretten, onder andere van Maria Anastasievna Chroestsjova (1900). In 1902 ontving hij zijn diploma van de Kunstacademie. In 1903 werd hij assistent in het atelier van Ilja Repin. In 1907 werd hij docent schilderkunst en grafiek aan de Kunstacademie. Repin waardeerde hem zeer voor het opleiden van een jonge generatie kunstenaars en de manier waarop hij zijn passie voor kunst kon overbrengen. 
Later werd Kardovski vooral bekend als illustrator, onder andere van werk van Anton Tsjechov, Nikolaj Gogol, Michail Lermontov en Leo Tolstoj. Na de Russische Revolutie (1917) verbleef hij in Moskou, waar hij naam maakte als decorontwerper. Lange tijd, zowel voor als na de revolutie, was hij ook een invloedrijk docent, onder andere aan de Russische Kunstacademie in Sint-Peterburg. 
Kardovski was gehuwd met kunstschilderes Olga Della-Vos-Kardovskaja. Hij overleed in 1943, op 76-jarige leeftijd, in zijn geboorteplaats Pereslavl-Zalesski.